# Scopula zophodes
Scopula zophodes är en fjärilsart som beskrevs av Louis Beethoven Prout 1935. Scopula zophodes ingår i släktet Scopula och familjen mätare. Inga underarter finns listade.